# کوه وویی
کوه وویی (به انگلیسی: Wuyi Mountains) در مرز شمالی استان جیانگشی با استان فوجیان، چین قرار دارد و منطقه‌ای به مساحت ۶۰ کیلومتر مربع را پوشش می‌دهد. کوه وویی یکی از مناطق برجسته از نظر تنوع زیستی در جنوب شرقی چین می‌باشد. این کوه در سال ۱۹۹۹ به عنوان مکانی طبیعی و فرهنگی توسط یونسکو در فهرست میراث جهانی به ثبت رسید.